# Arteria spinalis posterior
Die Arteria spinalis posterior (hintere Rückenmarksarterie, in der Tieranatomie als Arteria spinalis dorsalis bezeichnet) ist eine Schlagader zur Versorgung des Rückenmarks. Sie ist, im Gegensatz zur Arteria spinalis anterior, paarig ausgebildet.
Der Hauptzufluss erfolgt im Halsbereich über die Arteria vertebralis, sie kann aber auch aus der Arteria inferior posterior cerebelli hervorgehen. Darüber hinaus erhält das Gefäß segmental Zuflüsse über die Rückenmarksäste (Rami spinales) der Arteria cervicalis ascendens, Arteria cervicalis profunda, Arteriae intercostales posteriores und Arteriae lumbales.
Die beiden Arteriae spinales posteriores versorgen jeweils das rückenseitige Drittel des Rückenmarks und damit den Hinterstrang, die Hintersäule und die äußeren Anteile des Vorder- und Seitenstrangs.
Ein Verschluss der Arteria spinalis posterior ist eine Sonderform des Rückenmarksinfarkts und führt zum Arteria-spinalis-posterior-Syndrom.